# Hassan Mustafa Usamah Nasr
Hassan Mustafa Usamah Nasr (tiếng Ả Rập: حسن مصطفى أسامة نصر Ḥassan Muṣṭafā Usāmah Naṣr) (sinh 18 tháng 3 năm 1963), còn được biết đến là Abou Omar, là một giáo sĩ Ai Cập. Năm 2003 ông sống ở Milano, Ý, từ nơi ông bị bắt cóc và sau đó bị cáo buộc tra tấn tại Ai Cập. "Vụ án Abou Omar" (hay vụ bắt cóc Imam) này đưa đến một loại các cuộc điều tra tại Ý, đỉnh điểm là khi 22 nhân viên CIA bị kết án hình sự, một đại tá Không quân Mỹ, và hai người Ý đồng hành. Vụ án được các phương tiện truyền thông quốc tế chọn như là một trong những vụ án có văn kiện tốt của sự thể hiện bất thường do Cục Tình báo Trung ương Hoa Kỳ (CIA) thực hiện trong bối cảnh của cuộc "chiến tranh toàn cầu chống chủ nghĩa khủng bố" do chính quyền Bush tuyên bố.

## Đầu đời
Ông là thành viên của al-Gama'a al-Islamiyya, một tổ chức Hồi giáo dành riêng cho việc lật đổ chính phủ Ai Cập. Nhóm này có liên hệ đến vụ sát hại Anwar Sadat năm 1981 và một chiến dịch khủng bố vào những năm 1990 mà lên đến cực điểm trong cuộc thảm sát Luxor tháng 11 năm 1997. Kết quả là nhóm này bị Hoa Kỳ và Liên minh châu Âu coi là một tổ chức khủng bố của. Sau khi người Ai Cập tuyên bố nhóm này bất hợp pháp, Nasr tìm cách xin tị nạn ở Ý.

## Bị CIA bắt cóc
Abou Omar bị CIA bắt cóc vào ngày 17 tháng 2 năm 2003. Omar bị chộp khi đang đi vào nhà thờ Hồi giáo ngay giữa ban ngày rồi đưa đi khỏi Ý từ một căn cứ Không quân Hoa Kỳ bay đến một căn cứ khác ở Ðức, rồi từ đó chuyển sang Ai Cập, nơi đương sự khiếu nại là đã bị tra tấn.
Ngày 4 tháng 11 năm 2009, một thẩm phán Ý kết tội một trưởng trạm tình báo CIA cùng 22 người Mỹ khác trong vai trò nhân viên CIA, về vụ bắt cóc Abou Omar. Phán quyết này là một bước ngoặt quan trọng, một chiến thắng có tính cách biểu tượng to lớn đối với các công tố người Ý. Vụ án này là trường hợp đầu tiên chống lại hành động của Hoa Kỳ, qua hành động bắt một nghi can khủng bố từ một nước để mang đi thẩm vấn ở một nước khác, nơi luật lệ về tra tấn ít ràng buộc hơn. Trường hợp này được quan niệm rộng rãi như là một cách buộc tội ngầm cái phương thức mà chính phủ Bush dựa vào để chống khủng bố.
Thẩm phán Oscar Magi tuyên án Robert Seldon Lady, cựu trưởng trạm tình báo CIA ở Milano, 8 năm tù, và 5 năm tù dành cho 22 người Mỹ khác. Ba trong số những giới chức cao cấp Hoa Kỳ khác được quyền đặc miễn ngoại giao, gồm cả Jeffrey Castelli, cựu trưởng trạm tình báo CIA ở Roma. Vị thẩm phán này không kết án ba viên chức cao cấp người Ý liên quan đến vụ bắt cóc, vì lý do bí mật quốc gia. Cựu trưởng ngành tình báo quân đội Ý là Nicolo Pollari cũng được hưởng quyền đặc miễn ngoại giao. Tất cả những người mang quốc tịch Hoa Kỳ đều bị xử khiếm diện, và được kể như là những kẻ đào tẩu.
Việc Ý kết án nhân viên tình báo của một nước đồng minh được xem là hành động táo bạo, sẽ tạo tiền lệ cho những vụ khác về sau. Tuy nhiên sự kết án ấy trên thực tế chẳng có ảnh hưởng là bao. Chúng không làm thay đổi quan hệ ngoại giao giữa Hoa Kỳ với Ý. Chẳng ai biết điều gì mới hơn là liệu chính quyền của Thủ tướng Silvio Berlusconi liệu có cho phép việc bắt cóc hay không. Có vẻ như sẽ không có người Mỹ hay người Ý nào phải thi hành bản án bằng cách vào ngồi tù. Armando Spataro, công tố viên về phản tình báo, người đưa vụ này ra xét xử, suy tính đến việc yêu cầu chính quyền Ý cấp một trát bắt giữ quốc tế dành cho những kẻ đào tẩu người Mỹ. Spataro hài lòng với điều mà ông gọi là một bản án "rất can đảm," đây là một chiến thắng mà "chúng ta đã đưa được vụ xử đến chung cục..."

## Phóng thích tháng 2 năm 2007
Ngày 11 tháng 2 năm 2007, luật sư của Nasr, Montasser el-Zayat xác nhận thân chủ của ông đã được phóng thích và bây giờ đã trở lại với gia đình ông. Sau bốn năm bị giam giữ, một tòa án Ai Cập phán quyết việc ông bị cầm tù là "vô căn cứ." Ông vẫn có thể đối mặt với việc bắt giữ vì là một nghi can khủng bố và hiệp hội những kẻ khủng bố nếu ông trở về Ý. Tuy nhiên, luật sư của Nasr nói Nasr dự định trở về Ý.